# Terence Hill
Mario Girotti, conocido como Terence Hill (Venecia, 29 de marzo de 1939), es un actor italiano, popular por sus películas con Bud Spencer y por protagonizar series como Don Matteo, en la que interpretaba al padre Matteo Bondini, sacerdote católico, párroco de la ciudad de Gubbio (Perugia), famoso por investigar crímenes locales y A un paso del cielo, donde interpretaba al guarda forestal Pietro. En 1959 interpretó a Quintilius en el film Aníbal. 

## Biografía

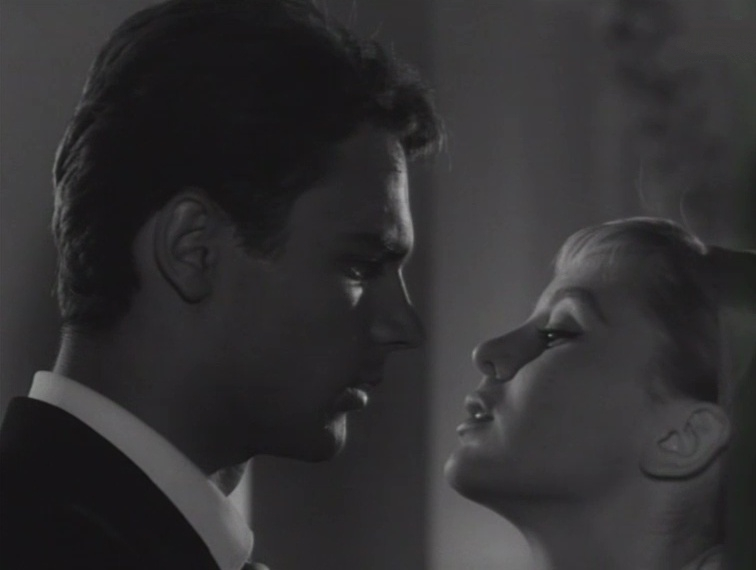
En una de sus primeras películas en blanco y negro

Mario Girotti nació el 29 de marzo de 1939 en Venecia, Italia. Su padre, Girolamo Massimo Girotti, era un químico italiano, y su madre, Hildegard Thieme, era alemana.
En 1951, con 12 años, inició su carrera de actor con Vacanze col gangster. Continuó actuando para financiarse pasatiempos, incluida una moto. Estudió durante tres años Literatura clásica en la Universidad de Roma, pero decidió dedicarse profesionalmente a la actuación.
En 1963 tuvo su primera aparición en el gran cine, interviniendo en El gatopardo dirigida por Visconti. Además de películas italianas, también participó en filmes alemanes y españoles como Pecado de amor con Sara Montiel. Su aspecto le abrió las puertas a interpretar personajes anglosajones en numerosas películas italianas ambientadas en el Oeste.
1967 fue un año que marcó un antes y un después en su carrera. Le pidieron que escogiera un nombre anglosajón más comercial y eligió Terence Hill (porque las iniciales coincidían con el nombre de su madre, Hildegard Thieme; En otra versión, el nombre de «Terence» es escogido por el actor en honor a Publio Terencio Afro, comediógrafo romano, cuyas obras conocía y apreciaba Girotti). Además, el 23 de julio de 1967 contrajo matrimonio con Lori Zwicklbauer, una estadounidense de origen bávaro, que conoció durante el rodaje de una de sus películas en Almería, España. También conoció en España al actor italiano Bud Spencer, con quien coprotagonizó Tú perdonas… yo no, y sus secuelas; desde entonces se convirtieron en habituales compañeros y amigos.
El equipo formado por Hill y Spencer alcanzó su primer gran éxito comercial en 1970 con el spaghetti western en tono de comedia Lo chiamavano Trinità…, que, seguido de Continuavano a chiamarlo Trinità (1971), formó un díptico popularmente llamado «la dulogía de Trinità»,  desde la primera película de Trinità, el papel de Terence Hill siempre será el de «pillo astuto» y el de Bud Spencer el de «bruto bonachón y cascarrabias», en diecinueve comedias conjuntas llenas de peleas y mamporros. En 1995, se estrenó una tercera película secuela de las anteriores Trinità & Bambino... e adesso tocca a noi!, aunque habían pasado más de 20 años y Hill y Spencer ya no estaban en el reparto.
Terence Hill también ha realizado numerosas películas en solitario, e incluso ha dirigido películas protagonizadas por él mismo. En 1983, dirigió la conocida Don Camilo, una versión filmográfica del libro de Giovanni Guareschi, donde Terence Hill interpreta al peculiar cura. En 1991, dirigió y protagonizó la película Lucky Luke (personaje de cómic creado por Morris y Goscinny), y más tarde la correspondiente serie. En 1994, dirigió Y en Nochebuena... ¡Se armó el belén!, coprotagonizada de nuevo por Bud Spencer, y en la línea de sus populares películas del oeste y mamporros.
Posteriormente, además de participar en solitario en una serie llamada Don Matteo, para la televisión italiana, en la que encarnaba a un sacerdote con aires de detective, rodó la película La llamaban Maryam en Italia, España y diferentes localizaciones en África. 
Dos de los hijos de Terence Hill, hijo biológico Jess Hill (1969) y el adoptado Ross Hill (1973-1990), han seguido los pasos de su padre actuando con él en algunas de sus películas. Ross Hill murió en 1990 en un accidente de coche, tras lo cual Terence sufrió una gran depresión. Ross había trabajado con pequeños papeles en dos películas junto a su padre Don Camilo y Renegado Jim. En la época que se produjo el accidente, se estaba preparando para tomar parte en uno de los capítulos de la serie Lucky Luke, donde iba a interpretar el papel de Billy The Kid.
En 2010 recibió junto a Bud Spencer el Premio David de Donatello otorgado por Academia del Cine Italiano por su trayectoria artística.

## Filmografía

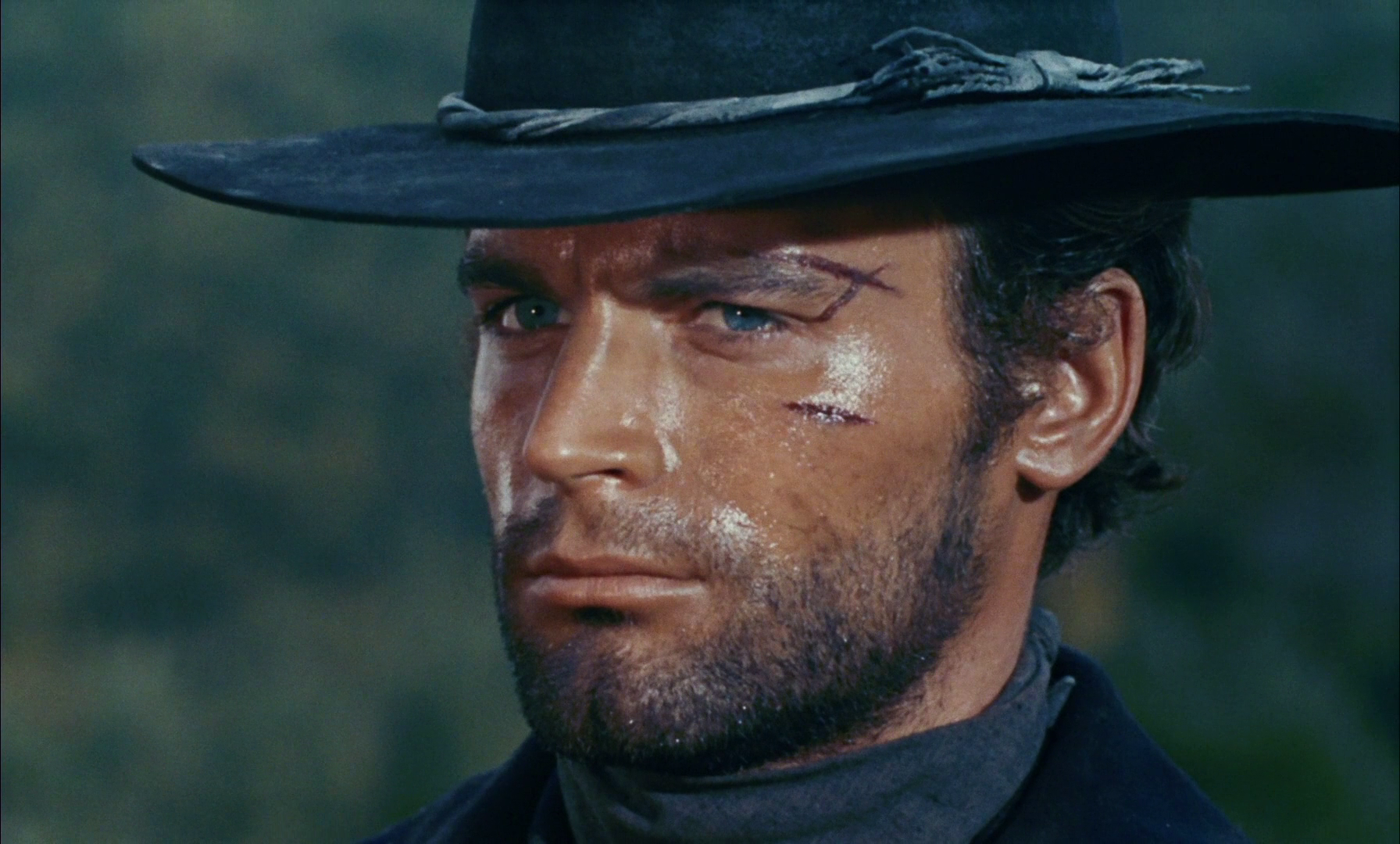
En su película Django

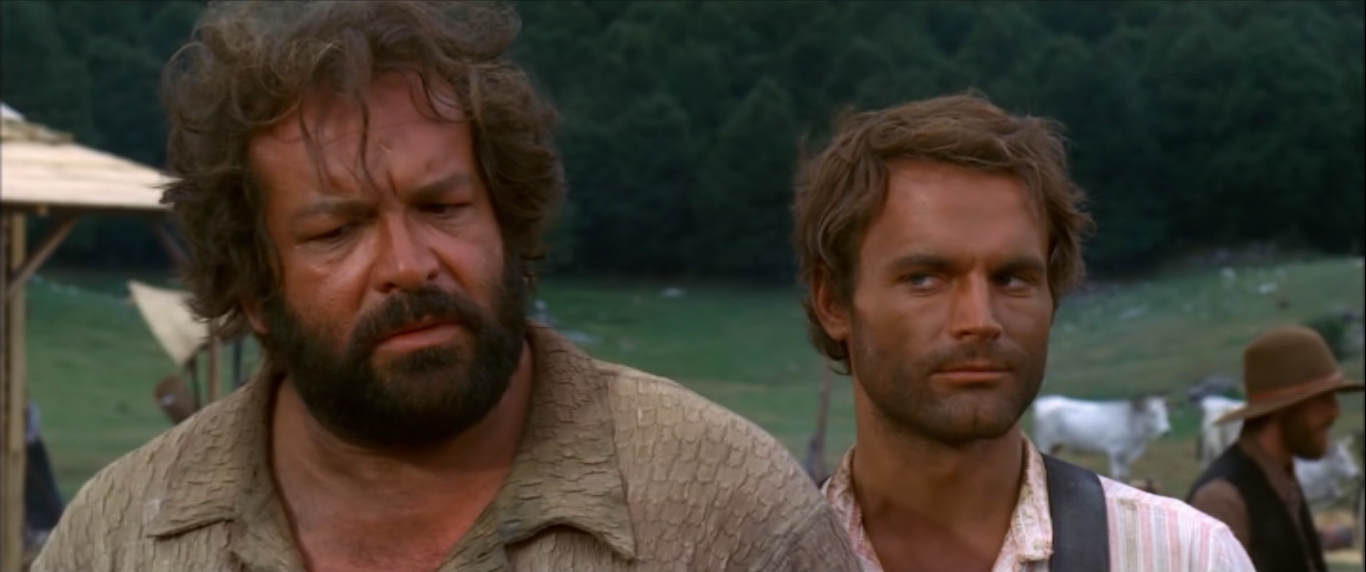
Una de sus películas junto a Bud Spencer

### En solitario
- Vacanze col gangster 1951.
- Prisionero del mar, 1957, Renato.
- Ana de Brooklyn (Anna di Brooklyn), de Vittorio De Sica y Carlo Lastricati, 1958, sobrino de Don Luigi.
- La espada y la cruz, 1958, Lazaro de Betania
- Aníbal, 1959, Quintilius
- Traidores a su sangre, 1961, Benjamin.
- Cartago en llamas, 1960, Tsour.
- Pecado de amor, 1961.
- El gatopardo, 1963, Conde Cavriaghi.
- La carabina de plata, 1964, Robert Merril.
- Unter Geiern, 1964, Baker Jr.
- El asalto de los apaches, 1965, Richard Forsythe.
- Old Surehand 1. Teil, 1965.
- El tesoro de los nibelungos, 1965, Giselher.
- Rita en el oeste, 1967, Black Star.
- La superjuerga, 1967.
- El clan de los ahorcados o Viva Django, 1967, Django.
- Tú perdonas… yo no, 1967, Cat Stevens.
- Los cuatro truhanes, 1968, Cat Stevens.
- Il mercenario o Salario para matar, 1968, Sergio Corbucci.
- La colina de las botas, 1969, Cat Stevens.
- Lo chiamavano Trinità..., 1970, Trinità.
- Continuavano a chiamarlo Trinità, 1971, Trinità.
- La cólera del viento, 1971, Marcos.
- El corsario negro, 1971, Blackie.
- ¡Más fuerte, muchachos!, 1972, Plata.
- Y después le llamaron El Magnífico, 1972, Sir Thomas Fitzpatrick Phillip Moore.
- Mi nombre es… Ninguno, 1973, Ninguno.
- … y si no, nos enfadamos!, 1974, Kid.
- Dos misioneros, 1974, Padre J.
- El genio o Un genio, dos compadres y un pollo, 1975, Joe Thanks.
- I due superpiedi quasi piatti, (Dos contra el crimen o Dos superpolicías) 1977, Matt Kirby.
- Marchar o morir, 1977, Marco Segrain.
- El heredero del billón de dólares, 1977, Guido Falcone.
- Par-impar, 1978, Johnny Firpo.
- Estoy con los hipopótamos o Jugamos con los hipopótamos, 1979, Slim.
- Super Fuzz, 1980, Dave Speed.
- Quien tiene un amigo... tiene un tesoro o El que encuentra un amigo, encuentra un tesoro, 1981, Alan.
- Dos supersuperesbirros o Dos locos con suerte, 1983, Rosco Frazer "Steinberg».
- Dos super dos o Dos puños contra Río, 1984, Eliot Vance / Bastiano Coimbra de la Coronilla y Azevedo.
- Dos superpolicías en Miami, 1985, Rosco Fraser
- Renegado Jim, 1987, Luke.
- Arma Virtual, 1997, Skims.
- Dr West, 2009, Doc West.
- La llamaban Miriam o My Name Is Thomas, 2018, Thomas.

### Coprotagonizadas con Bud Spencer

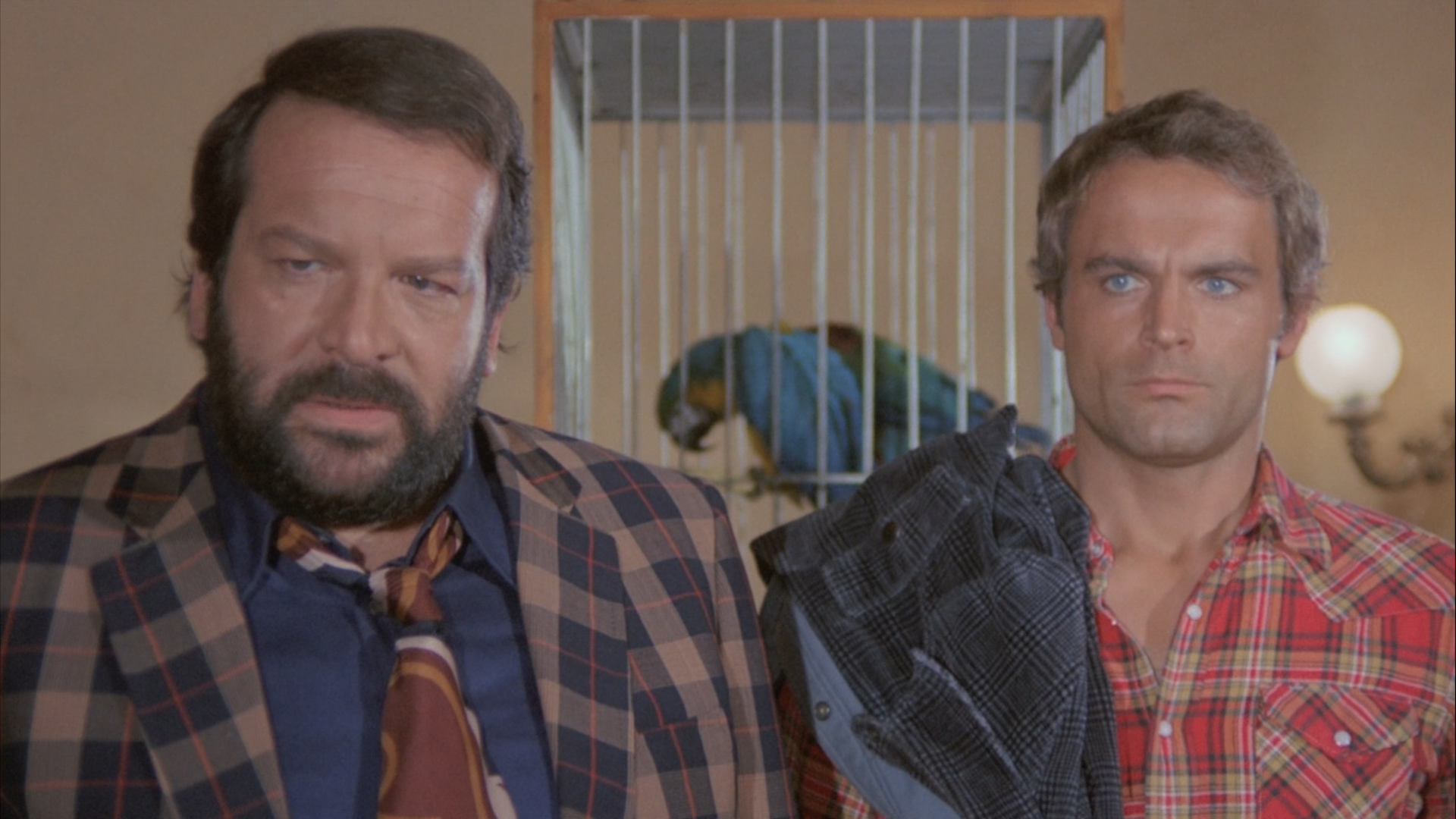
Terence Hill y Bud Spencer en un fotograma de Y si no, nos enfadamos.

| Título original                            | Año  | Título en español                                                                          | Papel                                                   |
| ------------------------------------------ | ---- | ------------------------------------------------------------------------------------------ | ------------------------------------------------------- |
| Trilogía de Cat Stevens y Hutch Bessy      |      |                                                                                            |                                                         |
| Dio perdona... Io no!                      | 1967 | (Tú perdonas... yo no) (1967)                                                              | Cat Stevens                                             |
| I quattro dell'ave Maria                   | 1968 | (Los cuatro truhanes)                                                                      | Cat Stevens                                             |
| La Collina degli stivali                   | 1969 | (La colina de las botas)                                                                   | Cat Stevens                                             |
| Ciclo Trinidad                             |      |                                                                                            |                                                         |
| Lo chiamavano Trinità...                   | 1970 | (Le llamaban Trinidad)                                                                     | Trinidad                                                |
| Continuavano a chiamarlo Trinità           | 1971 | (Le seguían llamando Trinidad)                                                             | Trinidad                                                |
| Títulos independientes junto a Bud Spencer |      |                                                                                            |                                                         |
| Il corsaro nero                            | 1971 | (El corsario negro)                                                                        | Skull                                                   |
| Più forte, ragazzi!                        | 1972 | (¡Más fuerte, muchachos!)                                                                  | Plata                                                   |
| ...altrimenti ci arrabbiamo!               | 1974 | (... y si no, nos enfadamos! o Juntos son dinamita)                                        | Ben                                                     |
| Porgi l'altra guancia                      | 1974 | (Dos misioneros)                                                                           | padre Pedro                                             |
| I due superpiedi quasi piatti              | 1977 | (Dos contra el crimen o Dos superpolicías)                                                 | Wilbur Walsh                                            |
| Pari e dispari                             | 1978 | (Par-impar o Pares y nones)                                                                | Charlie Firpo                                           |
| Io sto con gli ippopotami                  | 1979 | (Estoy con los hipopótamos o Jugamos con los hipopótamos)                                  | Tom                                                     |
| Chi trova un amico, trova un tesoro        | 1981 | (Quien tiene un amigo... tiene un tesoro o El que encuentra un amigo, encuentra un tesoro) | Alan Lloyd                                              |
| Nati con la camicia                        | 1983 | (Dos locos con suerte o Dos super super esbirros)                                          | Doug O'Riordan "Mason"                                  |
| Non c'è due senza quattro                  | 1984 | (Dos súper dos o Dos puños contra Río)                                                     | Greg Wonder / Antonio Coimbra de la Coronilla y Azevedo |
| Miami Supercops                            | 1985 | (Dos superpolicías en Miami)                                                               | Steve Forest                                            |
| Botte di Natale                            | 1994 | (Y en Nochebuena... ¡Se armó el Belén!)                                                    | Travis                                                  |

### Como director
| Título original | Año  | Título en español                       | Papel      |
| --------------- | ---- | --------------------------------------- | ---------- |
| Don Camilo      | 1983 | (Don Camilo)                            | Don Camilo |
| Lucky Luke      | 1991 | (Lucky Luke)                            | Lucky Luke |
| Botte di Natale | 1994 | (Y en Nochebuena... ¡Se armó el Belén!) | Travis     |

### En televisión
- Las aventuras de Lucky Luke  (1992)
- Don Matteo (2000-2020)
- Doctor West (2009)
- A un paso del cielo (2011-2015)